# Juan Kalvellido
Juan Kalvellido (Cadis, 1968) és un dibuixant espanyol, autor de nombrosos treballs, com ara fanzines, portades de CDs i il·lustracions en diferents llibres. El seu darrer treball en solitari és Pazlestina, i entre les seves obres compromeses destaquen El manifiesto comunista i La Constitución de la II República. Kalvellido publica habitualment en webs i mitjans alternatius com Insurgente, Kaosenlared, La República i Rebelión. També col·labora a les revistes El Viejo Topo, El Batracio Amarillo, Mundo Obrero i Rojo y Negro.